# Сент Џо (Индијана)
Сент Џо (енгл. St. Joe) град је у америчкој савезној држави Индијана.

## Демографија
По попису из 2010. године број становника је 460, што је 18 (-3,8%) становника мање него 2000. године.
| Група             | 2000.       | 2010.       |
| Белци             | 458 (95,8%) | 437 (95,0%) |
| Афроамериканци    | 1 (0,2%)    | 0 (0,0%)    |
| Азијати           | 0 (0,0%)    | 4 (0,9%)    |
| Хиспаноамериканци | 18 (3,8%)   | 17 (3,7%)   |
| Укупно            | 478         | 460         |